# Neue Münchner Schauspielschule

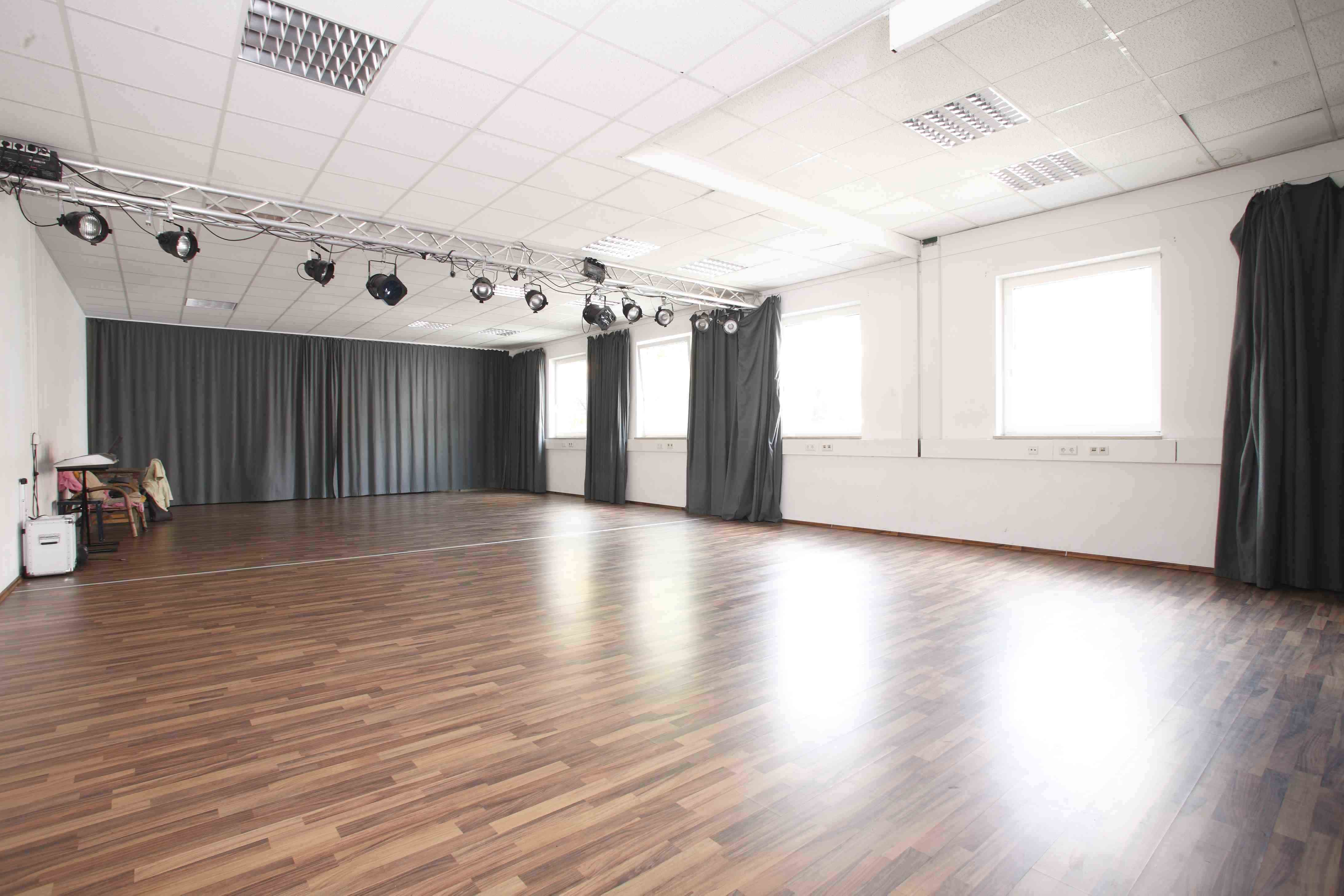
Trainingsraum der Schule in der Dachauerstraße

Die Neue Münchner Schauspielschule ist eine private, staatlich genehmigte Schauspielschule in München. Sie hat ihre Räume in der Aschauer Straße 24.

## Geschichte
Die Neue Münchner Schauspielschule wurde 1960 von Ali Wunsch-König und Johannes Schütz gegründet. Bis zum Bezug der heutigen Räume befand sich die Schauspielschule im  1. Stock des Gartenhauses im Hinterhof Kurfürstenplatz 2, wo die Gründerin bis zu ihrem Tod auch wohnte.
Die Schwerpunkte liegen in der Sprecherziehung und einem Trainingsprogramm mit Fechten, Tai Chi, Atemschulung und Stimmbildung. Der Abschluss endet mit einem Vorsprechen vor der ZBF.

## Bekannte Schüler
- Giovanni Arvaneh  (1964–2025)
- Robert Atzorn  (* 1945)
- Julian Bayer (* 1987)
- Max Beier (* 1993)
- Angelika Bender  (* 1948)
- Nisma Cherrat (* 1969)
- Claus Dieter Clausnitzer (* 1939)
- Manuel Feneberg (* 1990)
- Malte Friedrich (* 1969)
- Theresa Hanich (* 1983)
- Felix Hellmann (* 1978)
- Oliver Hörner (* 1967)
- Julia Jaschke (* 1970)
- Christopher Krieg (* 1961)
- Ulrike Luderer (* 1954)
- Lara Mandoki (* 1989)
- Edda Petri (* 1966)
- Jörg Pintsch (* 1965)
- Leo Reisinger (* 1978)
- Jule Ronstedt (* 1971)
- Peter Sattmann (* 1947)
- Andrea Sawatzki (* 1963)
- Susanne Schlenzig (* 1970)
- Kai Frederic Schrickel (* 1966)
- François Smesny (* 1968)
- Miriam Smolka (* 1971)
- Walter Stapper (* 1940)
- Michael Tregor (* 1950)
- Stephan Ullrich (* 1960)
- Saskia Vester (* 1959)
- Klaus B. Wolf (* 1964)
- Christian Seidel (* 1959)